# 库尔德斯坦徽章
库尔德斯坦地区政府徽章是伊拉克库尔德斯坦的徽章，是在他的翅膀上持有太阳的老鹰。 太阳由红色，黄色和绿色三种颜色组成，代表库尔德斯坦旗帜。 在武器的后期版本中，“库尔德地区政府”等字样以库尔德语，阿拉伯语和英语写成（从上到下）。

## 背景
库尔德斯坦地区政府的徽章吸取了现代和古代的象征意义：老鹰本身就是古代米底王国的象征，而太阳已被用作北方的象征代表 美索不达米亚（库尔德斯坦）中的许多古代图案可以追溯到早期的胡里安时期。 印有“KRG”字样的横幅是现代库尔德斯坦自治区的缩写。
数字4在设计中非常突出：4个羽毛，4个尾羽，4个红色指南针点和4个绿色指南针点。 这是因为更大的库尔德斯坦被分为4个地区（土耳其，伊拉克，伊朗和叙利亚），并且由于伊拉克库尔德斯坦由伊拉克北部4个省埃尔比勒，杜胡克省，哈莱卜杰省和苏莱曼尼亚省。 然而，虽然库尔德部队控制着基尔库克，但它与伊拉克有争议，而不是自治区的一部分，直到佩什梅格进入基尔库克为止。 http://www.bbc.com/news/world-middle-east-27809051 （页面存档备份，存于）、苏丹和叙利亚历史有关，和萨拉丁（库尔德族）有关，自20世纪中期以来，“萨拉丁之鹰”徽标一直被认为是阿拉伯民族主义的象征。 它出现在埃及国旗上，也是埃及、叙利亚、巴勒斯坦、伊拉克以前的阿拉伯联合共和国的国徽样式，在历史上，利比亚国徽和也门国徽也曾经是萨拉丁之鹰。

## 其他徽章
- 库尔德太阳（英语：Kurdish Sun）
- 马哈巴德共和国国徽
- 叙利亚库尔德斯坦徽章
截止到2018年[1][2]
- 叙利亚库尔德斯坦徽章